# Chiemgauer

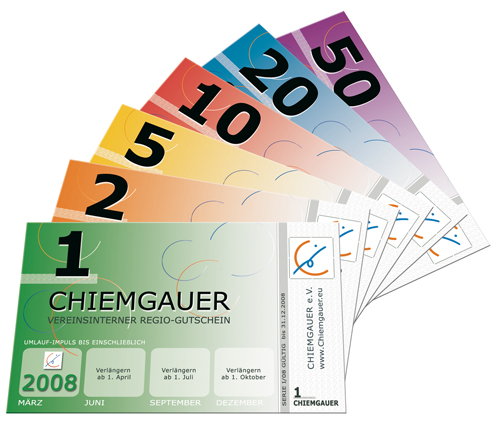
Bankovky chiemgaueru

Chiemgauer je alternativní měna existující od roku 2003 v okolí bavorského města Prien am Chiemsee. Vznikla v rámci studentského projektu žáků středního stupně waldorfské školy v Prienu po vedením pedagoga Christiana Gelleri a slouží k podpoře místního podnikání. Má pevný kurs k euru jedna ku jedné, je k dispozici v nominální hodnotě od jednoho do padesáti chiemgauerů, dá se používat také pro elektronické platby. Aby se zamezilo spekulacím s touto měnou, je platnost peněz omezena na tři měsíce, pak se musí obnovit nalepením známky v hodnotě dvou procent částky. Firmy, které obchodují s chiemgauery, odevzdávají část výtěžku místním neziskovým organizacím. Podle oficiálních stránek projektu užívá tuto měnu v roce 2014 více než 3 600 lidí.